# Ramón Ramírez (ciclista)
Ramón Ygnacio Ramírez Parra (Mérida, 1 de febrero de 1975) es un exciclista venezolano.
Participó en 15 Vueltas a Venezuela de las cuales ganó la de 1975 y apenas fue ganador de 4 etapas y participó en las primeras 11 Vueltas al Táchira y otras competencias nacionales, además de competir en 2 Juegos Centroamericanos y del Caribe ganando medallas de plata bronce en la prueba 4 x 100 km c/reloj y además participó en 2 juegos panamerianos, y 2 campeonatos panamericanos de ciclismo, también participó en 4 juegos Boliarianos, 2 campeonatos mundiales de ciclismo.

## Palmarés
1973
- 4º en 1ª etapa Vuelta al Táchira, San Cristóbal  Venezuela
- 3º en 4ª etapa parte a Vuelta al Táchira, Barrancas  Venezuela
- 2º en 1ª etapa Vuelta a Costa Rica, Ciudad Quesada  Costa Rica
- 5º en 2ª etapa Vuelta a Costa Rica, San José  Costa Rica
- 3º en 3ª etapa Vuelta a Costa Rica, San José  Costa Rica
- 5º en Clasificación General Final Vuelta a Costa Rica  Costa Rica

1974
- 4º en 5ª etapa Vuelta al Táchira, El Vigía  Venezuela
- 3º en 8ª etapa Vuelta al Táchira, La Grita  Venezuela
- 7º en Clasificación General Final Vuelta al Táchira  Venezuela
- 3º en XII Juegos Centroamericanos y del Caribe, Ruta, Contrarreloj por Equipos, Santo Domingo  República Dominicana

1975
- 4º en 1ª etapa Vuelta al Táchira, San Cristóbal  Venezuela
- 1º en Clasificación General Final Vuelta a Venezuela  Venezuela

## Equipos
- 1970  Selección de Venezuela
- 1970 Selección de Trujillo
- 1974 Club Martel Táchira
- 1982 Vicor Carabobo